# Surigao del Sur

Prowincja Surigao del Sur na mapie Filipin

Surigao del Sur – prowincja na Filipinach, położona w północno-wschodniej części Mindanao.
Od wschodu granicę wyznacza Morze Filipińskie, od zachodu prowincja Agusan del Sur, od południa prowincja Davao Oriental, od północy prowincje Agusan del Norte i Surigao del Norte. Powierzchnia: 4925,2 km². Liczba ludności: 541 347 mieszkańców (2007). Gęstość zaludnienia wynosi 109,9 mieszk./km². Stolicą prowincji jest Tandag.